# Melanconis everhartii
Melanconis everhartii är en svampart som beskrevs av Ellis 1883. Melanconis everhartii ingår i släktet Melanconis och familjen Melanconidaceae.   Inga underarter finns listade i Catalogue of Life.